# Brachythecium duemmeri
Brachythecium duemmeri là một loài rêu trong họ Brachytheciaceae. Loài này được Dixon mô tả khoa học đầu tiên năm 1922.